# Xysticus sagittifer
Xysticus sagittifer är en spindelart som beskrevs av Lawrence 1927. Xysticus sagittifer ingår i släktet Xysticus och familjen krabbspindlar.
Artens utbredningsområde är Namibia. Inga underarter finns listade i Catalogue of Life.